# كيو إن إكس
كيو أن إكس (بالإنجليزية: QNX)‏ هو نظام تشغيل شبيه بيونكس طورته الشركة الكندية كوانتام سوفتوير سيستمز في الثمانينيات من القرن الماضي. ويهدف أساساً لسوق الأنظمة المضمنة.
و يتميز هذا النظام بصغر نواته، حيث يمكنه الإقلاع من قرص مرن واحد والاتصال بالأنترنت.
ويتميز أيضاً بسرعته الفائقة حيث يمكنه أن يعالج المعلومات على المباشر، لهذا فهو يستعمل في الربان الآلي للطائرات، وأجهزة المستشفيات، وكل المنشآت التي يجب عليها أن تعمل بدون توقف وبأمان.
ونشير إلى أن هذا النظام له واجهة رسومية تسمى : فوتون.
ويمكن تنصيب النسخة التجريبية منه على الويندوز مباشرة.
قامت شركة ريسيرش إن موشين (RIM) بشراء الشركة لمنتجات بلاك بيري.

## روابط خارجية
- الصفحة الرئيسية لكيو أن إكس